# 自由科西嘉
自由科西嘉（Corsica Libera）是法国科西嘉的一个政党，目的是寻求科西嘉独立。2009年2月成立于科尔特。自由科西嘉主张科西嘉的完全独立。目前，该党在科西嘉议会占有7个席位。

## 外部連結
- Official website （页面存档备份，存于）